# Apscisa i ordinata
Apscisa i ordinata nazivi su za osi Kartezijevog (pravokutnog) koordinatnog sustava. Apscisa je naziv za x-os ili vodoravnu os, dok je ordinata y-os ili uspravna os. U trodimenzionalnom sustavu pojavljuje se i treća os, z-os, koja se naziva aplikata.
Isti izraz upotrebljava se i za udaljenost dane točke od ishodišta po istoimenoj osi, tj. danu koordinatu te točke. Tako npr. za točku A(5, 3) možemo reći da je njena apscisa, dakle x-koordinata 5, a ordinata 3. Uređeni par apscise i ordinate (po potrebi, i aplikate) nazivamo koordinatama te točke.
Njemački povjesničar matematike Moritz Cantor pripisuje prvo korištenje riječi "apscisa" u smislu vodoravne osi venecijanskom matematičaru Stefanu degli Angeliju u djelu "Miscellaneum hyperbolicum, et parabolicum" 1659. godine. Riječ se spominje i u Fibonaccijevoj knjizi "De practica geometrie" 1220. ali u drugom smislu. Naziv potječe od latinskog izraza "linea abscissa", "odrezana linija", dok riječ "ordinata" potječe od izraza "linea ordinata applicata", "linija dodana paralelno [nekoj drugoj liniji]".

## Vanjske poveznice
- Koordinatni sustavi enciklopedija.hr